# Qapanlı (Tərtər)
Qapanlı è un comune dell'Azerbaigian situato nel distretto di Tərtər.